# Patrick Manson
Sir Patrick Manson (3. října 1844, Oldmeldrum – 9. září 1922, Londýn) byl skotským lékařem, věnoval se parazitologii a stál u zrodu tropického lékařství. Prokázal, že parazitičtí vlasovci jsou přenášeni komáry a představil myšlenku, že i u jiných onemocnění mohou hrát klíčovou roli komáří mezihostitelé, jako například u malárie.

## Životopis

### Mládí
V patnácti letech nastoupil do učení v železářské společnosti, ale kvůli nemoci musel učňovství zanechat, a tak se zapsal na aberdeenskou univerzitu, kde už v devatenácti letech ukončil medicínský kurz. Na promoci musel ale počkat do dospělosti – do jedenadvacátých narozenin. Po praxích a dizertační práci získal roku 1866 titul doktora medicíny, ale i doktora práv.

### V Číně
Po vzoru staršího bratra odjel po studiích do Číny, konkrétně na dnešní Taiwan, kde, coby zdravotnický úředník, kontroloval lodě a jejich posádky v přístavu, ale přicházel do kontaktu i s čínskými pacienty. Naučil se mandarínsky a s místními dobře vycházel. Po vypuknutí čínsko-japonského konfliktu a obsazení tehdejší Formosy japonskými vojsky se přesunul na čínskou pevninu, kde dále pokračoval v léčení.
Následně pobýval v Hongkongu, kde se podílel na založení lékařské školy pro Číňany.

### Objevy
Manson se v Číně začal zajímat o parazitární onemocnění v čele s filariózami (zejména elefantiáza), tedy vlasovci působenými nemocemi. Provedl pokus se svým zahradníkem, který byl touto hlísticí nakažen, a popsal klíčovou úlohu komárů v životním cyklu parazitů.
Tento poznatek dále rozvedl a posléze formuloval teorii, že i malárie je zprostředkována komáry. Tou dobou byl už ale v Anglii, a tak apeloval na indické lékaře, aby se tímto směrem vydali experimentálně. Ronald Ross dopřál jeho myšlence sluchu a opravdu potvrdil domněnku, že za ptačí malárií stojí komáři. Následně prokázal Giovanni Battista Grassi totéž u lidské malárie. Manson sám následoval experimentem na vlastním synovi, kterého infektoval malárií v Anglii, tedy mimo přirozené prostředí choroby, aby dokázal, že záleží jen na komářím přenašeči.
Patrick Manson také objevil nový druh krevničky (Schistosoma mansoni) a tasemnice (Spirometra mansoni).

### V Londýně
Po třiadvaceti letech v jihovýchodní Asii se usadil v Londýně, začal působit na akademické půdě a zasloužil se o založení fakulty hygieny a tropického lékařství. Počáteční nedůvěru vědecké veřejnosti ohledně komářích přenosů se podařilo prolomit a následovaly další podobné objevy, jako přenos žluté zimnice nebo dobytčí trypanosomiázy.